# Värsjön, Medelpad
Värsjön är en sjö i Ånge kommun i Medelpad och ingår i Ljungans huvudavrinningsområde. Sjön har en area på 0,274 kvadratkilometer och ligger 398,9 meter över havet. Värsjön ligger i Jämtgaveln Natura 2000-område.

## Delavrinningsområde
Värsjön ingår i det delavrinningsområde (695110-150452) som SMHI kallar för Utloppet av Värsjön. Medelhöjden är 417 meter över havet och ytan är 1,27 kvadratkilometer. Räknas de 6 avrinningsområdena uppströms in blir den ackumulerade arean 2,94 kvadratkilometer. Vattendraget som avvattnar avrinningsområdet har biflödesordning 4, vilket innebär att vattnet flödar genom totalt 4 vattendrag innan det når havet efter 111 kilometer. Avrinningsområdet består mestadels av skog (79 procent). Avrinningsområdet har 0,27 kvadratkilometer vattenytor vilket ger det en sjöprocent på 21,4 procent.